# Jesus Is King
Jesus Is King je deváté studiové album amerického rappera a hudebního producenta Kanyeho Westa. Album bylo nahráno u vydavatelství GOOD Music a Def Jam Recordings a vydáno 25. října 2019. West na albu prozkoumává vlastní vztah ke křesťanskému Bohu, dle jeho vlastních slov je Jesus Is King jeho vyjádření evangelia. Duchovní album vydal poté, co v lednu 2019 sestavil gospelovou skupinu Sunday Service, se kterou vystupoval s předělávkami svých písní do gospelové a sborové podoby. Se skupinou v průběhu roku 2019 vystoupil také s písněmi „Water“ a „Everything We Need“, které se nakonec objevily i na albu.
Na albu hostují Clipse, Ty Dolla Sign, Kenny G, Fred Hammond, Ant Clemons a Sunday Service. Produkci si opět zajistil West s pomocí hudebních producentů, jako jsou Benny Blanco, E*vax, Finatik N Zac, Francis Starlite, Labrinth, Pi'erre Bourne, Ronny J, Timbaland nebo Warryn Campbell. Mike Dean, se kterým West dříve velmi často spolupracoval, tomuto albu dělal převážně jen mastering.
Album vznikalo od srpna 2018, kdy West přestal užívat léky na potlačování příznaků bipolární poruchy, kterou trpěl. Album mělo původně nést název Yandhi a mělo jiný koncept. Vyjít mělo v září a následně v listopadu 2018, ale oba oznámené termíny vydání nebyly dodrženy. V srpnu 2019 Westova manželka Kim Kardashian na sociálních sítích oznámila, že nové album ponese název Jesus Is King a vyjde v září 2019. Termín opět nebyl dodržen; nakonec vyšlo 25. října 2019. Vydání alba doprovázely IMAX projekce koncertního krátkometrážního filmu se stejným názvem.
V roce 2021 Kanye West obdržel za album Jesus is King cenu Grammy za nejlepší album křesťanské hudby.

## Nahrávání
Mezi květnem a červnem 2018 vydal West celkem pět projektů (mezi nimi také svá alba Ye a Kids See Ghosts; druhé ve spolupráci s Kidem Cudim), které produkoval v ústraní ranče ve Wyomingu. Na albu Ye veřejnosti odhalil, že trpí bipolární poruchou osobnosti, kterou po vydání alba přestal léčit.
V červenci 2018 rapper Chance the Rapper veřejně oznámil, že mu West bude produkovat debutové album. West se kvůli tomu měl dočasně přestěhovat do rodného Chicaga. Duo bylo společně spatřeno v srpnu 2018, kdy West potvrdil, že pracují na společném projektu. West se nakonec do Chicaga nepřestěhoval a ze společného projektu sešlo. Nicméně později řekl, že nahrávání s Chancem the Rapperem mu pomohl najít si cestu zpět k Ježíšovi. V září 2018 West vydal dříve nezveřejněnou píseň „XTCY“, která pocházela z doby nahrávání alba Ye. V téže době vydal také písen „I Love It“, společný singl s rapperem Lil Pumpem. Tu společně uvedli na předávání cen Pornhub Awards, na kterých West figuroval coby kreativní režisér.
V září 2018, tři měsíce od vydání posledního alba, zveřejnil, že brzy vydá své deváté studiové album s názvem Yandhi. Dokonce zveřejnil přebal alba a datum vydání, kterým mělo být 29. září 2018. Dva dny před ohlášeným vydáním West uskutečnil exkluzivní neveřejnou přehrávku písní pro album, kde zazněli hosté Ty Dolla Sign, 6ix9ine a XXXTentacion. West také přislíbil účast Rihanny. Na albu Yandhi měly vyjít písně „I Love It“ (ft. Lil Pump), „We Got Love“ (ft. Teyana Taylor a Lauryn Hill) a „New Body“ (ft. Nicki Minaj). Mezi dalšími písněmi měly být „The Storm“, „Bye Bye Baby“, „Hurricane“, „Alien / SpaceX“, „Last Name“, „City in the Sky / Garden“ a „Chakras“. Většina z nich unikla - v různé kvalitě a stupni dokončení - během léta 2019 na internet.
Dne 29. září 2018 byl West hlavní hudební hvězdou premiérového dílu 44. sezóny TV pořadu Saturday Night Live, kde vystoupil s písní „We Got Love“. Společnost Universal Music Group nedopatřením uvolnila informaci, že Yandhi mělo mít osm písní a zásadním spolupracovníkem Westa na albu byl Ant Clemons. Album však vydáno nebylo. Následně obdrželo nový termín vydání ke konci listopadu 2018. Ovšem ani to nebylo dodrženo. West tehdy v televizním rozhovoru uvedl, že album stále není hotové a že se rozhodl odletět do Ugandy, kde album dokončí. V Africe album přehrával během října 2018 v nově postaveném provizorním studiu v národním parku Murchison Falls.
V lednu 2019 poprvé představil svou novou skupinu Sunday Service, se kterou o nedělích vystupoval v živých show, během kterých hrál gospelové předělávky vlastní hudby. Skupinu s ním tvořili zpěváci a muzikanti Tony Williams, Ant Clemons, Ray Romolus, Philip Cornish, Rob Gueringer, Jason White a kostelní sbor The Samples. V únoru 2019 se poprvé setkal se saxofonistou Kennym G, se kterým následně nahrával.
Nicki Minaj v rozhovoru z června 2019 uvedla, že West se stal znovuzrozeným křesťanem. V srpnu 2019 Kim Kardashian zveřejnila nové datum vydání pro nové album; měl jim být závěr září 2019. V té době se West vrátil do Wyomingu, kde celé album dokončil. Na pomoc si tehdy zavolal producenta Swizze Beatze. Nakonec se úpravy protáhly a album bylo vydáno až ke konci října.

## Hudba a texty
Jesus Is King se řadí mezi nahrávky v žánru křesťanského hip hopu s inspirací v gospelu. Texty na albu neobsahují vulgarity a věnují se náboženské spáse. West k albu uvedl, že se jedná o vyjádření evangelií a jejich šíření mezi posluchače. Texty West konzultoval s pastorem Adamem Tysonem, který mu od dubna 2019 dodával duchovní útěchu. Při propagování alba West v jednom z rozhovorů prohlásil, že znovunalezení víry mu pomohlo překonat závislost na pornografii. Během nahrávání alba dokonce údajně zapojeným osobám zakazoval předmanželský sex.

## Po vydání
Ve svém prvním týdnu album debutovalo na 1. příčce žebříčku Billboard 200 s 264 000 prodanými kusy (po započítání streamů). West tak získal své deváté po sobě jdoucí album, které se umístilo na nejvyšší příčce hitparády, čímž vyrovnal rekord Eminema. Po vydání alba se všech 11 písní umístilo v žebříčku Billboard Hot 100. Nejlépe se umístil vedoucí singl „Follow God“ vydaný v listopadu (7. příčka), dále písně „Closed on Sunday“ (14. příčka), „Selah“ (19. příčka) a „On God“ (23. příčka). Současně byl prvním zpěvákem historie, který obsadil všech prvních deset příček žebříčků Hot Christian Songs a Hot Gospel Songs. Úspěch těchto 11 písní pro Westa znamenal navýšení celkového počtu písní umístěných v žebříčku Billboard Hot 100 na 107, čímž byl teprve pátým umělcem historie, který překročil hranici 100 písní. Dosáhl toho po šestnácti letech od svého debutu.

## Ohlasy kritiků
Na internetovém agregátoru recenzí Metacritic obdrželo hodnocení 53 bodů ze 100, jako Westovo dosud nejhůře hodnocené. Kritici tedy přijali album spíše vlažně, přičemž na jednu stranu oceňovali, že je album oproti dvěma předchozím koherentní, s jasným konceptem a povedenou hudební stránkou, ale současně kritizovali, že se Westovi nepodařilo předat osobní výpověď o znovunalezení víry, ale spíše zapadl do jednoduchých kazatelských klišé.
Hudební publicista Karel Veselý ve své recenzi pro server Aktuálně.cz uvedl: Raper s uvadající kariérou i pověstí, které ublížilo bratříčkování s prezidentem Donaldem Trumpem, se obrací k bohu a prohlašuje, že končí se sekulární hudbou. Prý už bude točit jen gospel. O kajícníkově motivaci lze možná pochybovat, mnohem problematičtější je ale laxnost, se kterou West k projektu přistoupil. Některé věci prostě ani bůh nezachrání. Albu tak vyčítá zejména ukvapenost a nedodělanost: Některé písně končí náhle, jako by tvůrci došly nápady nebo čas. Jiné působí dojmem pouhých skečů. Album netrvá ani půl hodiny, jen tři z jedenácti skladeb čítají přes tři minuty. (...) Místy je to frustrující poslouchat. Fanoušci za nedodělky tuší písně, které by propojení hiphopu a gospelu dotáhly do konce, místo nich ale dostali jen skeče.

## Seznam skladeb
| Pořadí         | Název                                                 | Hudba                                                              | Text | Délka |
| -------------- | ----------------------------------------------------- | ------------------------------------------------------------------ | --- | ----- |
| 1.             | Every Hour (ft. Sunday Service Choir)                 | Kanye West, Budgie, Federico Vindve                                | Kanye West, Benjamin Scholefield, Federico Vindve | 1:52  |
| 2.             | Selah                                                 | West, E*vax, Vindver, BoogzDaBeast, Francis Starlite, Benny Blanco | West, Evan Mast, Vindver, Jahmal Gwin, Jeffrey LaValley, Cydel Charles Young, Terrence Thornton, Gene Thornton, Rennard East, Dexter Raymond Mills Jr. | 2:45  |
| 3.             | Follow God                                            | West, BoogzDaBeast, Xcelence                                       | West, Gwin, Young, Jordan Timothy Jenks, Michael Cerda, Vindver                                                                                        | 1:45  |
| 4.             | Closed on Sunday                                      | West, Brian "AllDay" Miller, Vindver, Lopez, Timbaland             | West, Brian Miller, Vindver, Angel Lopez, Timothy Mosley, T. Thornton, G. Thornton, East, Victory Elyse Boyd, Chango Farías Gómez                      | 2:32  |
| 5.             | On God                                                | West, BoogzDaBeast, Cerda, Pi'erre Bourne, Vindver                 | West, Gwin, Young, Jordan Timothy Jenks, Michael Cerda, Vindver                                                                                        | 2:16  |
| 6.             | Everything We Need" (ft. Ty Dolla Sign a Ant Clemons) | West, Ronny J, FNZ, Vindver, BoogzDaBeast, Dean                    | West, Ronald Spence Jr., Michael Mule, Isaac DeBoni, Tyrone William Griffin, Jr., Anthony Clemons, Vindver, Gwin, Bradford Lewis, Mike Dean, Young     | 1:56  |
| 7.             | Water (ft. Ant Clemons)                               | West, BoogzDaBeast, Vindver, Lopez, Timbaland                      | West, Gwin, Clemons, Alexander Nelson Klein, Boyd, Vindver, Lopez, Mosley, Bruce Haack                                                                 | 2:48  |
| 8.             | God Is                                                | West, Campbell, Labrinth, Vindver, Lopez                           | West, Warryn Campbell, Timothy Lee McKenzie, Boyd, Vindver, Lopez, Robert Fryson                                                                       | 3:23  |
| 9.             | Hands On (ft. Fred Hammond)                           | West, Vindver, Lopez, Timbaland                                    | West, Butts, Vindver, Lopez, Mosley, Fred Hammond | 3:23  |
| 10.            | Use This Gospel (ft. Clipse a Kenny G)                | West, Vindver, Lopez, Timbaland, DrtWrk, Bourne, BoogzDaBeast      | West, Vindver, T. Thornton, G. Thornton, Lopez, Mosley, Jenks, Gwin, Derek Watkins, East, Kenneth Bruce Gorelick                                       | 3:34  |
| 11.            | Jesus Is Lord                                         | West, AllDay, Vindver, Lopez, Timbaland                            | West, Vindver, Lopez, Mosley, Miller, Claude Léveilée                                                                                                  | 0:49  |
| Celková délka: | Celková délka:                                        | Celková délka:                                                     | Celková délka: | 27:04 |

Poznámky:
- "Selah" obsahuje vokály od Sunday Service Choir, Ant Clemons a Bongo ByTheWay
- "Everything We Need" a "Water" obsahují vokály od Sunday Service Choir
- "God Is" obsahuje vokály od Labrinth